# Plagiothecium orthocarpum
Plagiothecium orthocarpum är en bladmossart som beskrevs av Mitten 1869. Plagiothecium orthocarpum ingår i släktet sidenmossor, och familjen Plagiotheciaceae. Inga underarter finns listade i Catalogue of Life.